# 関興寺

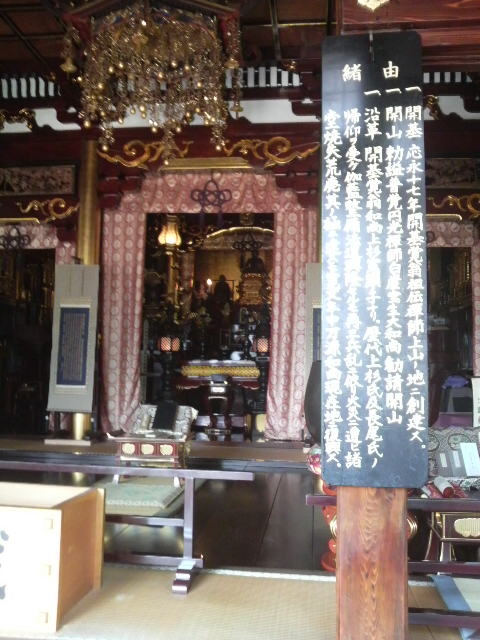
本堂内部

関興寺（かんこうじ）は、新潟県南魚沼市上野にある臨済宗円覚寺派の寺院である。本尊は釈迦牟尼仏。

## 歴史
応永17年（1410年）上杉憲顕の子、覚翁祖伝の開基。最初は、関興庵と称する。上田長尾氏や上杉氏の庇護を受け栄える。しかし、永正9年（1512年）に兵火に遭い伽藍焼失、翌年再建するも天正5年（1578年）御館の乱により焼失。天正14年（1586年）上杉景勝により再建されるが、再び文禄3年（1594年）火災となり、以来寺は衰退し、慶長5年（1600年）上杉景勝が出羽国米沢に移封されると同地に移った。寛永6年（1629年）、またも火災に見舞われ、寺は衰退の一途をたどる。寛文年間、現在の地に移り、関興寺と改める。

## 関興寺の味噌
「雲洞庵の土踏んだか、関興寺の味噌舐めたか」といわれた。御館の乱の折り、住職雨天是鑑は、上杉氏寄進の大般若経600巻を味噌桶の中に埋めるよう修行僧に指示し、戦火から経文を守った。よって、「味噌舐めたか」の言葉が生まれた。

## 交通
- 新潟県南魚沼市上野 駐車場あり
- 関越自動車道塩沢石打インターチェンジより車で約5分
- 上越新幹線越後湯沢駅から車で約10分
- JR上越線石打駅から徒歩約20分